# Sandy Nelson
Sander L. Nelson (Santa Monica, 1 december 1938 – Las Vegas, 14 februari 2022) was een Amerikaanse drummer.

## Carrière
Nelson bezocht dezelfde highschool als Jan Berry en Dean Torrence (Jan & Dean) en Kim Fowley. Na beëindiging van de school speelde hij in de band The Renegades, bestaande uit Richard Podolor, Bruce Johnston en Nick Venet. Daarnaast was hij actief als studiomuzikant, onder andere in 1958 voor Phil Spector op To Know Him Is to Love Him van The Teddy Bears, in 1960 op de nummer 1-hit Alley Oop van de door Kim Fowley geproduceerde Hollywood Argyles en op diverse opnamen van Gene Vincent.
In 1959 steeg zijn eerste eigen single Teen Beat, begeleid door de surfmuziekgitarist Richie Allen, tot de 4e plaats van de Billboard Hot 100. Daarna volgde in de vroege jaren 1960 een solocarrière als instrumentale artiest. Bij Imperial Records publiceerde hij de single Let There Be Drums (1961), die opnieuw de top 10 bereikte. Tot 1964 volgden zeven verdere klasseringen in de Billboard Hot 100. Deels waren de A- en B-kant van dezelfde single in de hitlijst. Tussen 1962 en 1966 bereikten elf van zijn albums de Billboard 200. Het album Let There Be Drums steeg daarbij tot op de 6e plaats.
Aan het eind van 1963 had Nelson een motorongeluk, waarna zijn rechtervoet moest worden geamputeerd. Hij vervolgde daarna weliswaar zijn carrière, maar vanaf het midden van de jaren 1960 waren zijn publicaties echter commercieel niet meer succesvol. De Duitse omroep Hessischer Rundfunk (HR) zette Nelsons titel Drums A Go Go in als herkenningsmelodie van de Internationale Hitparade van Wolf-Dieter Stubel, die tussen 1967 en 1990 bij NDR2 uitgezonden werd en sinds 2005 bij Radio Nora uitgezonden wordt.

## Privéleven en overlijden
Nelson woonde in Boulder City in Nevada en publiceerde aan het eind van 2008 met Nelsonized een verder album.
Hij overleed in februari 2022 op 83-jarige leeftijd in het Infinity Hospice Care Center in Las Vegas.

## Discografie

### Singles
- 1959: Teen Beat / Big Jump
- 1961: Let There Be Drums / Quite a Beat!
- 1962: Drums Are My Beat / The Birth of the Beat
- 1962: Drummin' Up a Storm / Drum Stomp
- 1962: All Night Long / Rompin' & Stompin'
- 1962: And Then There Were Drums / Live It Up
- 1964: Teen Beat '65 (live-versie) / Kitty's Theme
- 1965: Let There Be Drums '65

### Albums
- 1962: Let There Be Drums
- 1962: Drums Are My Beat!
- 1962: Drummin' Up a Storm
- 1962: Compelling Percussion
- 1962: Golden Hits
- 1965: Live! In Las Vegas
- 1965: Teen Beat '65
- 1965: Drum Discotheque
- 1965: Drums A Go-Go
- 1966: Boss Beat
- 1966: "In" Beat
- 2008: Nelsonized

- Bibsys: 8000109
- Biblioteca Nacional de España: XX1789044
- Bibliothèque nationale de France: cb14210722h (data)
- Gemeinsame Normdatei: 1105191575
- International Standard Name Identifier: 0000 0000 8371 472X
- Library of Congress Control Number: no94016708
- MusicBrainz: 4c7cea51-862b-433a-82d8-7361ed266d9e
- Nationale bibliotheek van Australië: 62238308
- Nederlandse Thesaurus van Auteursnamen: 105056901
- Système universitaire de documentation: 159835712
- Museum of New Zealand Te Papa Tongarewa: 30950
- Virtual International Authority File: 89149106222468491776